# جورج إدوارد مور
جورج إدوارد مور (بالإنجليزية: George Edward Moore) فيلسوف بريطاني أثر في كثير من الفلاسفة البريطانيين المعاصرين. دافع عن نظريات الفِطرة السليمة وشجع على دراسة اللغة العادية أداة للفلسفة.

## فلسفته

### فلسفة الأخلاق
شكّل عمله المؤثر «أصول الأخلاق» أحد عناصر الإلهام الرئيسة للحركة المعادية للطبيعانية الأخلاقية، وهو مسؤول جزئيًا عن اهتمام القرن العشرين بالأخلاقيات الفوقية.

#### مغالطة المذهب الطبيعي
أكد مور في مغالطة المذهب الطبيعي إمكانية الخلط بين استخدام المصطلح في حجة معينة ما وبين تعريف هذا المصطلح (في جميع الحجج). على سبيل المثال: قد تزعم حجة أخلاقية ما أن امتلاك الشيء لخصائص معينة يجعل منه «جيدًا»، فقد يقول أحد أتباع مذهب اللذة أن الأشياء «الممتعة» هي أشياء «خيّرة»، بينما يقول منظرون آخرون بأن الأشياء «المعقدة» هي أشياء «خيّرة». يرى مور أن صحة هذه الحجج لا يمكنها تعريف مصطلح الشيء «الخيّر»؛ إذ لا يمكن لصفة «الخيّر» أن تُعرَّف، وإنما أن تثبت وتدرك، وأي محاولة لتعريف الصفة أو المصطلح بالطريقة التالية: «X خيّرة إذا كانت تحتوي على الخاصية Y» ستؤدي ببساطة إلى تغيير المشكلة للسؤال التالي: «لماذا تكون تلك الخاصية خيّرة في المقام الأول؟».

#### حجة السؤال المفتوح
غالبًا ما تسمى حجة مور حول عدم إمكانية تعريف مصطلح «الخيّر» بهذه الطريقة (وبالتالي مدى مغالطة «المغالطة الطبيعية») بحجة السؤال المفتوح، وهو ما ذكره في الفصل الثالث عشر من كتابه أصول الأخلاق. تعتمد الحجة على طبيعة عبارات مثل «أي شيء ممتع هو أمر خيّر أيضًا» وعلى إمكانية طرح أسئلة مثل: «هل من الخيّر أن يكون x ممتعًا؟». يرى مور أن هذه الأسئلة «مفتوحة» وأن هذه العبارات «مهمة»، وستبقى كذلك إذا استبدلنا خاصية «المتعة». خلُصَ مور من هذا أن أي تحليل للقيمة لا بد أن يفشل. وبمعنى آخر، إذا كان من الممكن تحليل القيمة، فإن مثل هذه الأسئلة والبيانات ستكون طبيعية وواضحة، وبما أنها ليست طبيعية وواضحة، يجب أن تكون القيمة غير مُعرَّفة.
يزعم منتقدو حجج مور أنه يناشد الألغاز العامة المتعلقة بالتحليل (معضلة التحليل)، بدلًا من الكشف عن أي شيء مميز حول القيمة. تعتمد الحجة بوضوح على افتراض أنه إذا كان «الخيّر» قابلًا للتعريف، فإنه سيكون حقيقة تحليلية أو منطقية، وهو افتراض يرفضه العديد من الواقعيين الأخلاقيين المعاصرين مثل ريتشارد بويد وبيتر رايلتون. تناشد ردود أخرى التمييز الذي خرج بين جوتلوب فريجه بين المعنى والمرجعية الذي يسمح بأن تكون مفاهيم القيمة خاصة وفريدة من نوعها، لكن يؤكد على أن خصائص القيمة ليست سوى خواص طبيعية (تشبه هذه الاستراتيجية تلك التي اتخذها الماديون غير الاختزاليين من أتباع المذهب الفيزيائي في فلسفة العقل).

#### الخيّر مصطلح غير قابل للتعريف
يرى مور عدم إمكانية تحليل الخيّر وفقًا لخواص أو صفات أخرى، إذ كتب في أصول الأخلاق:
«قد تكون كل الأشياء الخيّرة أيضًا شيئًا آخر، تمامًا كما هو صحيح أن كل الأشياء الصفراء تنتج نوعًا معينًا من التموجات في الضوء. إنها حقيقة، أن الأخلاقيات تهدف إلى اكتشاف ما هي تلك الخصائص الأخرى التي تنتمي إلى كل الأشياء الخيّرة. اعتقد الكثير من الفلاسفة أن تسميتهم لجميع تلك الأشياء تمكّنهم من تعريف مصطلح الخيّر، وأن هذه الخصائص -في الواقع- لم تكن ببساطة «أخرى» بل هي ما يُعرّف الخيّر تمامًا».

(الفقرة 3 الفصل 10).
لذلك، لا يمكننا تعريف صفة «الخيّر» من خلال شرحها بمعنى آخر. يمكننا أن نشير فقط إلى عمل ما أو شيء ما بقولنا «هذا خيّر». وبالمثل، لا يمكننا أن نصف لشخص مولود أعمى تمامًا ما هو الأصفر. يمكننا فقط أن نظهر للشخص المبصر قطعة من الورق الأصفر أو قطعة قماش صفراء ونقول «هذا أصفر».

#### مصطلح الخيّر خاصية غير طبيعية
أكد مور أيضًا على أن مصطلح الخيّر خاصية غير طبيعية؛ أي لا يمكن اختباره تجريبيًا أو علميًا -فهو ليس ضمن حدود «العلوم الطبيعية».

#### المعرفة الأخلاقية
يقول مور إنه بمجرد التخلص من الحجج القائمة على المغالطة الطبيعية، لا يمكن حل مسائل الخير الجوهري إلا من خلال اللجوء إلى ما أسماه (بعد سيدجويك) «الحدس الأخلاقي»، وهو مقترحات بديهية تزكي نفسها بالتفكير الأخلاقي دون الإثبات المباشر أو التفنيد.
(الفصل 45 من أصول الأخلاق).

وبسبب وجهة نظره هذه، نسبه كتاب لاحقون إلى أنصار الحدسية الأخلاقية. ومع ذلك، أراد مور أن يميز وجهة نظره عن الآراء التي توصف عادة بأنها «حدسية» عندما كتب في أصول الأخلاق:
«في سبيل التعبير عن حقيقة أن المقترحات الأخلاقية التي تنتمي إلى صفي الأول [اقتراحات حول ما هو خيّر في حد ذاته] غير قابلة للإثبات أو التفنيد، تبعت سيدجويك في تسميتها بالبديهيات أو الحدسيات. لكنني أرجو عدم اعتباري «حدسيًا» بالمعنى العادي للكلمة. يبدو أن سيدجويك نفسه لم يكن يدرك تمامًا الأهمية الهائلة للفرق الذي يميز حدسيته -التي سميت عمومًا بهذا الاسم- عن الاعتقاد العام. يتّضح دور الحدس عبر إظهاره عدم إمكانية إثبات أو تفنيد مقترحات صفي الثاني [الافتراضات التي تؤكد صحة عمل ما أو وجوبه] عبر أي تحقيق في نتائج ذاك الفعل. أنا، على العكس من ذلك، حريص على عدم اعتبار المقترحات التي تنتمي لهذا النوع حدسيات، بقدر ما أنا حريص على اعتبار مقترحات الصف الأول حدسيات».

(جورج إدوارد مور- أصول الأخلاق- المقدمة).
ميّز مور وجهة نظره عن وجهة نظر علماء حدس الأخلاق الواجبة الذين اعتقدوا بإمكانية تحديد الحدسيات لأسئلة حول الأفعال الصحيحة أو الواجبة. ومناصرًا للعواقبية، جادل مور بأن الواجبات والقواعد الأخلاقية يمكن تحديدها من خلال التحقيق في آثار أفعال أو أنواع معينة من الإجراءات (أصول الأخلاق- 89)، وبذلك كانت مسائل للتحقيق التجريبي لا حاجات مباشرة للحدس. (أصول الأخلاق- 90). لا يكشف الحدس -من وجهة نظر مور- عن صحة تصرفات معينة أو خطئها، بل فقط ما إذا كانت الأشياء جيدة في حد ذاتها باعتبارها غايات يجب متابعتها.

## قائمة المراجع
1. ↑  Colin Matthew, ed. (23 Sep 2004), Oxford Dictionary of National Biography (بالإنجليزية), Oxford: Oxford University Press, QID:Q17565097
2. 1 2 3  James Fieser; Bradley Dowden (eds.), Internet Encyclopedia of Philosophy (بالإنجليزية), ISSN:2161-0002, QID:Q259513
3. ↑  James Fieser; Bradley Dowden (eds.), Internet Encyclopedia of Philosophy (بالإنجليزية), ISSN:2161-0002, QID:Q259513
4. ↑  جورج إدوارد مور  على موسوعة ستانفورد للفلسفة by Geoff Sayre-McCord.

## قراءات أخرى
- Levy، Paul (1979). Moore: G.E. Moore and the Cambridge Apostles. ISBN:978-0-03-053616-8.
- Klemke، E. D. (1999). A Defense of Realism: Reflections on the Metaphysics of G. E. Moore. ISBN:1-57392-732-5.
- Daval, René, Moore et la philosophie analytique, 1997, Presses Universitaires de France (PUF), ISBN 978-2-13-048690-9 (french)

## وصلات خارجية
- جورج إدوارد مور على موقع الموسوعة البريطانية (الإنجليزية)
- جورج إدوارد مور على موقع إن إن دي بي (الإنجليزية)

- Summary of life and work of G. E. Moore
- The Stanford Encyclopedia of Philosophy
  - G.E. Moore
  - G.E. Moore's Moral Philosophy
- G. E. Moore at the Internet Encyclopedia of Philosophy